# Mar Icário

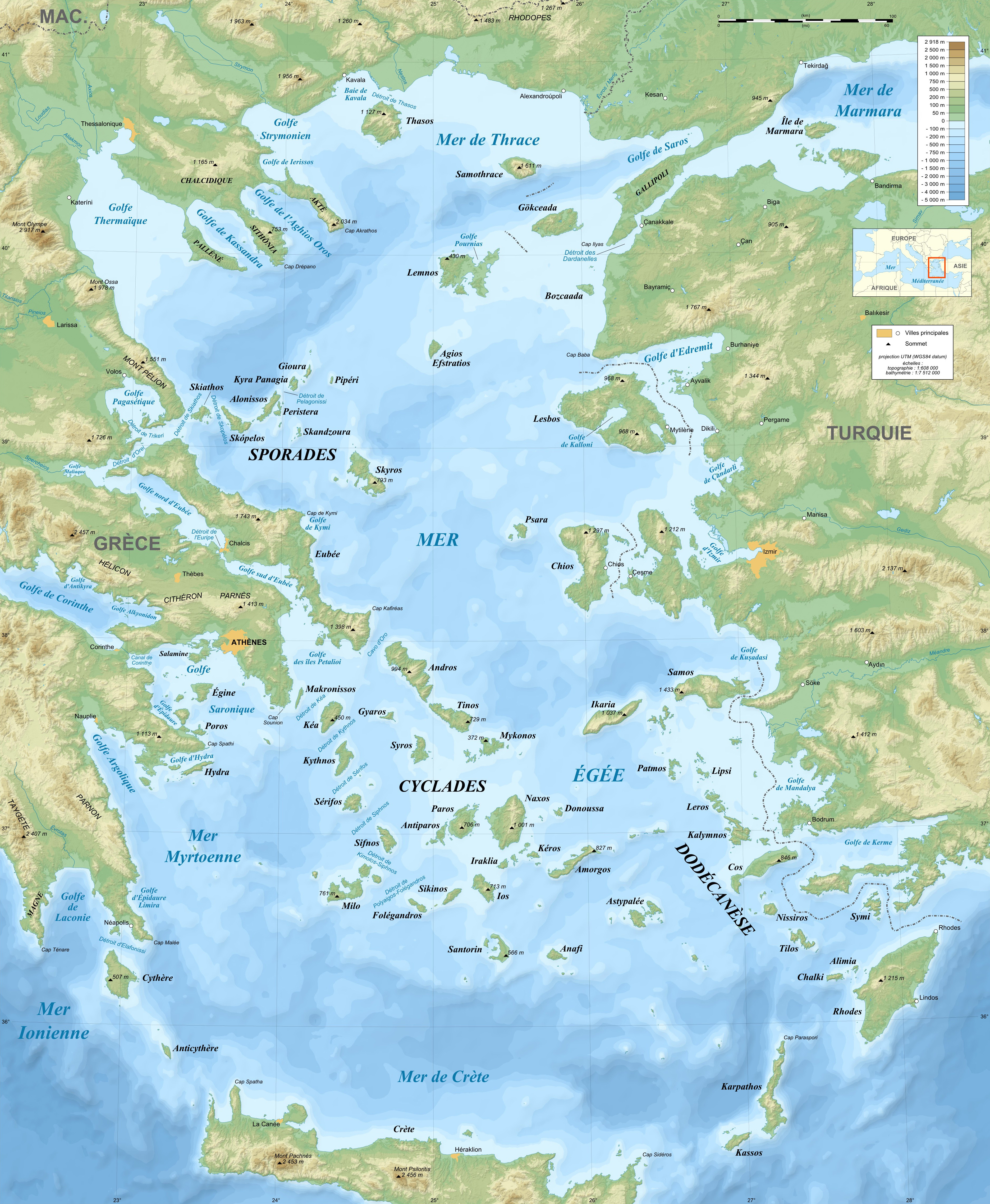
A parte oriental do mar Egeu a leste das Cíclades é conhecida como mar Icário

O mar Icário (em grego:  Ικάριο Πέλαγος, Ikario Pelagos)  é uma parte do mar Egeu, por sua vez parte do mar Mediterrâneo. Fica entre as Cíclades e a Ásia Menor.  É descrito como  a parte do mar Egeu a sul de Quio, a leste das Ciclades Orientais e a oeste da Anatólia. Neste mar ficam as ilhas Samos, Cós, Patmos, Leros, Fournoi Korseon e Icaria.
Na mitologia grega, foi neste mar que caiu Ícaro quando voava de Creta com o seu pai Dédalo.